# Cryphia lupula
Cryphia lupula là một loài bướm đêm trong họ Noctuidae.